# Dunaharaszti
Dunaharaszti – miasto na Węgrzech, w komitacie Pest, w powiecie Ráckeve.

## Miasta partnerskie
- Altdorf bei Nürnberg
- Čierny Brod
- Bad Nittendorf